# Brothers (film, 2015)
Pour les articles homonymes, voir Brothers.
Pour plus de détails, voir Fiche technique et Distribution.
Brothers est un thriller américain coproduit, écrit et réalisé par Vidhu Vinod Chopra, sorti en 2015. Il s'agit d'un remake de son film Parinda.

## Synopsis
Jacke Heckum vit à New York, c'est un surdoué du violon, il est sur le point d'entrer à la philharmonie de New York et va se marier avec Vittoria, un mannequin italien. Quand son grand frère Buddy, resté au Texas, l'invite à rentrer à la maison pour lui offrir son cadeau de mariage, il hésite mais accepte de revenir après huit ans d'absence. Mais, à peine arrivé dans le village de son enfance, Jacke va se retrouver rapidement embarqué dans une guerre des gangs, à la frontière entre les États-Unis et le Mexique. Il va tout faire pour sortir son frère des griffes de Julius Hench, un dangereux chef de gang, cruel et manipulateur.

## Fiche technique
- Titre original : Broken Horses
- Titre français : Brothers
- Titre québécois :
- Réalisation : Vidhu Vinod Chopra
- Scénario : Vidhu Vinod Chopra d'après un sujet d'Abhijat Joshi et Vidhu Vinod Chopra
- Direction artistique : Toby Corbett
- Décors : Christopher Tandon
- Costumes : Matt Chase
- Photographie :
- Son :
- Montage :
- Musique : John Debney
- Production : Vidhu Vinod Chopra, Subhash Dhar, David Hoberman et Todd Lieberman
- Société(s) de production : Mandeville Films
- Société(s) de distribution :
- Budget : 11 millions $
- Pays de production :  États-Unis
- Langue : Anglais
- Format : Couleurs - 35mm - 2.35:1 -  Son Dolby numérique
- Genre : Thriller
- Durée : 100 minutes
- Dates de sortie :
  - États-Unis : 10 avril 2015
  - France : 13 janvier 2016

## Distribution
- Vincent D'Onofrio : Julius Hench
- Anton Yelchin : Jacke Heckum
- Thomas Jane : Gabriel Heckum
- Sean Patrick Flanery :  Ignacio
- María Valverde : Vittoria
- Chris Marquette :  Buddy Heckum
- Wes Chatham : Ace
- Greg Serano : Miguel Santion
- Jeremy Luke : Franco
- Juan Riedinger : Eric
- Jordi Caballero : Mario Vargos Garza
- Sadie Alexandru : La femme de Santion